# 郑鹏 (越野滑雪运动员)
郑鹏（1992年10月21日—），福建省莆田市人，中国男子残疾人越野滑雪运动员。2022年参加冬季残疾人奥林匹克运动会越野滑雪比赛，并获得2枚金牌和2枚银牌。

## 个人经历
2011年郑鹏在工作时一场意外中被升降机砸伤双腿导致残疾，2013年开始练习越野滑雪。在2018年冬残奥会越野滑雪男子长距离坐姿比赛中获得第四名。
2019年，郑鹏在全国第十届残疾人运动会上获得越野滑雪男子坐姿组15公里和800米比赛两枚金牌；2021年在陕西举办的第十一届全运会中收获一金两银。
2022年在北京参加冬残奥会，3月6日获得男子长距离坐姿比赛冠军。3月9日获得男子短距离坐姿比赛冠军，3月12日获得男子中距离坐姿比赛银牌。3月13日与队友单怡霖、王晨阳和蔡佳云获得混合接力的银牌。
2022年4月8日被国务院评为北京冬奥会、冬残奥会突出贡献个人。